# Lisa M
Mary Lisa Marrero Vázquez (San Juan, Puerto Rico; 17 de enero de 1974), más conocida como Lisa M, es una cantante, DJ, compositora, bailarina y productora discográfica, de hip hop, merengue house, reguetón y trap.

## Biografía
De padre puertorriqueño y madre dominicana, creció en Puerta de Tierra, en Puerto Rico, en donde comenzaría a interesarse por la música desde temprana edad, por lo que las primeras oportunidades dentro del ámbito musical sería como coreógrafa y bailarina de hip-hop y break dance para el rapero Vico C, el cual ayudaría a introducirla a la música tiempo después.

## Carrera musical

### 1989–1999: Inicios
Debutó en 1989 con su primer EP titulado Trampa, que incluyó 5 canciones y contó con la colaboración de Vico C. Ese mismo año, lanzó su segundo EP titulado No lo derrumbes, el cual contó con un video musical. En 1991, lanzó su primer álbum de estudio titulado Flavor Of The Latin, cuyo sencillo principal fue «Everybody Dancing Now».
En 1991, también participó en el disco Dancehall Reggaespañol, un compilado de canciones que marcó un hito en la fusión del dancehall con letras en español. Su tema "Ja-Rican Jive" a dúo con el rapero Pesos fue parte de este proyecto producido por Carol Cooper y la jamaiquina Maxine Stowe. El album contó con artistas destacados como El General y Nando Boom, logrando popularizar el género en mercados hispanohablantes.
Publicó su segundo álbum de estudio titulado Ahora vengo alborota en 1992, el cual contó con el sencillo «Súbeme el radio», el cual apareció como parte de la banda sonora de la película I Like It Like That 2 de 1994. Lanzó el sencillo «Dímelo» para la producción BM Records: Remixes de 1994.
También participó en la escena Underground junto a Dj Playero, grabando canciones en el mixtape Playero 36 y Playero 37. 
En 1996, lanzó su tercer álbum de estudio titulado Soy atrevida, el cual contó con 11 canciones. Participó en la producción DJ Stefano 6: High Society de 1997 y publicó su cuarto álbum de estudio titulado Y Sobreviví en 1999, el cual contó con las colaboraciones de Bimbo, Ina Kaina, Julian, María Rivas y Henry García.

### 2000–2015: Como DJ
En 2003, participó como parte de la producción NYC Sex con el sencillo «Come To My Party» y en 2005, participó con la canción «Ya no soy tu mujer» para el álbum Kamasutra de Adassa y con la canción «Toca-me-la» para el álbum The Reggaetony Album de Tony Touch. En 2006, participó como parte de la producción Los duros del reggaetón con el sencillo «Hombre barato» y publicó su quinto álbum de estudio titulado Respect, el cual contó con canciones en su mayoría, de reguetón, dejando su estilo rapero.
Lanzó la edición especial de su álbum anterior en 2007, el cual contó con dos canciones nuevas y desde ese momento, comenzaría a interesarse en el ámbito del DJ, adoptando el nombre DJ Miss M y con el que abandonaría los caminos musicales como cantante siguiendo una carrera como DJ donde se posicionó como una de las más conocidas y populares DJ en Europa, produciendo y mezclando para varios artistas, pero tiempo después, abandonaría su carrera como DJ en 2015 para volver a la música como cantante.

### 2016–presente: El regreso
Publicó su sencillo «La calle se puso pa' mi» en 2016, como su primera canción luego de casi una década de inactividad musical como cantante, dicha canción contó con un remix con el cantante Bimbo. En 2017, lanzó la canción «Tentándote» y en 2018, lanzó la canción «Malas palabras» en colaboración de Ñengo Flow.
En 2019, publicó el sencillo «Animal» y colaboró en el sencillo «El amor de tu vida» con Tony Lenta, Japanese y LOS The Best, en 2020, presentó el sencillo «Tiffany y Chucky» con la colaboración de Masta, el cual se lanzó el 31 de octubre de 2020 por Suprema Music, el sello de la cantante.

## Vida privada
Lisa M reveló su homosexualidad en Facebook el 19 de abril de 2010.

## Discografía

### Álbumes de estudio
- 1991: Flavor of the Latin
- 1992: Ahora vengo alborotá
- 1996: Soy atrevida
- 1999: Y Sobreviví
- 2006: Respect

### EP
- 1989: Trampa
- 1990: No lo derrumbes